# Дом здравља Сребреница
Дом здравља Сребреница је здравствени центар примарне здравствене заштите у Републици Српској,  Босна и Херцеговина, по организационој и кадровској структури, мрежи објеката и опремљености, за пружање здравствених услуга становницима  са територије општине Сребреница која обухвата 81 насеља са око 12.000 становника. У њему раде 49 медицинских и немедицинских радника.

## Организација
Све активности Дом здравља Сребреница обављају се у оквирима две основне организационе јединице: Служба за медицинске и немедицинске послове, које се састоје из следећих служби:

### Служба за медицинске послове
Служба за медицинске послове, као основна  организациона јединица, имју следеће организационе целине: 
- Службу за хитну медицинску помоћ и хитни санитетски превоз;
- Службу породичне медицине, са 8 амбуланти које раде у две смене
- Амбуланту за специјалистичке консултације из гинекологије
- Амбуланту за специјалистичке консултације из педијатрије
- Службу за стоматолошку здравствену заштиту (превентивна и дјечија, односно општа стоматологија, стоматолошка лабораторија)
- Лебораторија,[3]
- Центар за физикалну рехабилитацију у заједници
- Центар за заштиту менталног здравља
- Хигијенско епидемиолошка служба
- Служба снабдевања лековима и медицинским средствима

### Служба за немедицинске послове
Служба за немедицинске послове, има следеће организационе јединице:
- Кабинет директора
- Службу за правне, опште и кадровске послове
- Службу за економско-аналитичке и финансијске послове
- Службу за увођење, праћење и побољшање квалитета и сигурности здравствених услуга